# Либан на Светском првенству у атлетици у дворани 2018.
Либан је четрнаести пут учествовао на Светском првенству у атлетици у дворани 2018. одржаном у Бирмингему од 1. до 4. марта. Репрезентацију Либана представљао је 1 атлетичар, који се такмичио у трци на 60 метара.,
На овом првенству такмичар Либана није освојио ниједну медаљу нити је остварио неки резултат.

## Учесници
Мушкарци:
- Кристоф Боулос — 60 м

## Резултати

### Мушкарци
| Атлетичар      | Дисциплина | Лични рекорд | Квалификација | Квалификација | Полуфинале           | Полуфинале           | Финале               | Финале       | Детаљи |
| Атлетичар      | Дисциплина | Лични рекорд | Резултат      | Место         | Резултат             | Место                | Резултат             | Место        | Детаљи |
| -------------- | ---------- | ------------ | ------------- | ------------- | -------------------- | -------------------- | -------------------- | ------------ | ------ |
| Кристоф Боулос | 60 м       | 6,89 НР      | 6,99          | 6. у гр. 4    | Није се квалификовао | Није се квалификовао | Није се квалификовао | 35 / 49 (52) |        |